# Felicjan Doliniański
Felicjan Doliniański herbu Abdank (zm. 1724) – skarbnik lwowski.
Był marszałkiem sejmików województwa ruskiego w 1715  roku.